# Walter Spedicato
Walter Spedicato (Novoli, 26 octobre 1947 - Courbevoie, 9 mai 1992) était un militant et homme politique italien, actif dans les années 1970 dans l'extrême droite nationaliste révolutionnaire .

## Biographie
Walter Spedicato se politise au cours de ses études en faculté de droit. Il est l'un des membres fondateurs de l'Organizzazione Lotta di popolo.  
Dans la seconde moitié des années 1970, il devient gérant de la principale librairie de la droite radicale à Rome, la Libreria Romana.
En 1976, il est l'un des fondateurs, avec Gabriele Adinolfi, Giuseppe Dimitri et Roberto Fiore, du mouvement Terza Posizione. Fiore n'a alors que 17 ans, Dimitri 20, Adinolfi 22. Walter Spedicato, qui a 28 ans, est clairement le plus âgé d'entre eux. 
Il est un animateur actif du Tercérisme et admirateur du péronisme et panarabisme, ainsi qu'un nationaliste européen. Spedicato va s'opposer aux partisans de la lutte armée, mais il apportera un soutien désintéressé aux militants des Noyaux armés révolutionnaires (NAR) en cavale .
En septembre 1980, la justice romaine ordonna un blitz contre Terza Posizione, qui conduisit à l'arrestation de dix personnes et à de nombreuses perquisitions et ordonnances d'arrestation.
Spedicato est ainsi contraint à l'exil et part pour Paris, en compagnie d'Adinolfi. Il restera en France jusqu'à sa mort à Paris, le 9 mai 1992,  à la suite d'une maladie artérielle. Au cours des huit ans qu'il passe en France, Spedicato retourne à plusieurs reprises en Italie pour relancer la dynamique politique. Depuis Paris, il a animé le Centro Studi Orientamenti & Ricerca.
Le samedi 10 juin 2006, la municipalité de Novoli a rendu hommage à la figure de son concitoyen.